# Zagazig
Zagazig (alternativa stavningar Sagasig, Zaqaziq, arabiska: الزقازيق, az-Zaqāzīq) är en egyptisk stad i det östra nildeltat, cirka 75 km nordöst om Kairo. Staden är administrativ huvudort för guvernementet ash-Sharqiyya och består av två distrikt, kismer, som tillsammans har cirka 370 000 invånare.
Zagazig är en viktig väg- och järnvägsknut med betydlig sädes- och bomullshandel. Sedan 1974 har staden ett universitet. I närheten av staden ligger det forntida Bubastis.